# Pintura al aceite

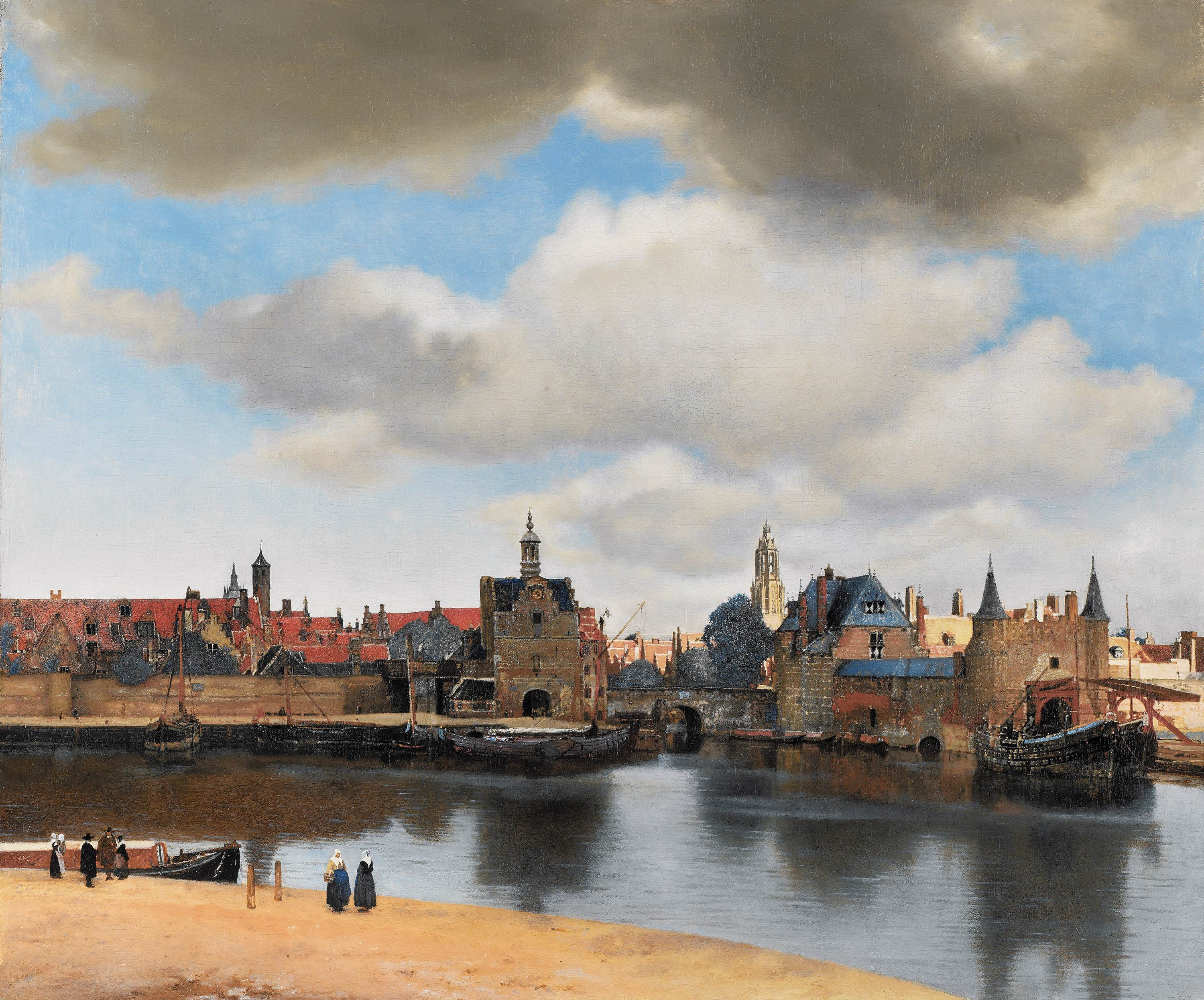
Vista de Delft pintura al óleo o aceite, por Johannes Vermeer.

Una pintura al aceite es un tipo de pintura de secado lento que consiste de partículas de pigmentos en suspensión en un aceite secante.  Las pinturas al aceite han sido utilizadas en Inglaterra desde el siglo XIII para decoración, pero no se popularizaron para usos artísticos sino hasta el siglo XV.  Los usos modernos más comunes de pinturas al aceite son la decoración de casas, donde su resistencia y colores luminosos las hacen apropiadas tanto para usos en interiores como en exteriores.  Sus propiedades de secado lento han sido aprovechadas recientemente para realizar animación mediante pintura sobre vidrio.
Cuando se la utiliza para fines artísticos es llamada pintura al óleo.